# سامانه اتوبوس تندرو مشهد
خطوط تندرو مشهد که خط ۱ و ۲ بی آرتی مربوط به شرکت خصوصی واحد سیر و خط ۳ بی آر تی هم مربوط به شرکت خصوصی به اوران سیر رضوان هستند در حال فعالیت زیر نظر سازمان اتوبوس رانی مشهد هستند.

## ایستگاه های خطوط تندرو
| خط | مبدأ                                                                       | ایستگاه‌های مهم                                                    | مقصد                                                               |
| -- | -------------------------------------------------------------------------- | ----------------------------------------------------------------- | ------------------------------------------------------------------ |
| ۱  | پایانه امام رضا                                                            | *******                                                           | بلوار طبرسی ، میدان بیت المقدس                                     |
| ۲  | پایانه طبرسی                                                               | ******                                                            | حرم(میدان بیت المقدس)                                              |
| ۳  | پایانه حرم شیرازی (خط12) ، شهرک شهید باهنر ( خط 830)، پایانه الهیه (خط831) | میدان شهدا ومیدان فردوسی و جانباز و میدان گوهر شاد و چهارراه مصلی | بلوار معلم (خط 12) ، انتهای امامیه ( خط 830) ، پایانه مصلی (خط831) |
| ۴  | پایانه میدان فردوسی                                                        | سه راه فردوسی                                                     | آرامگاه فردوسی                                                     |